# Archibald Levin Smith

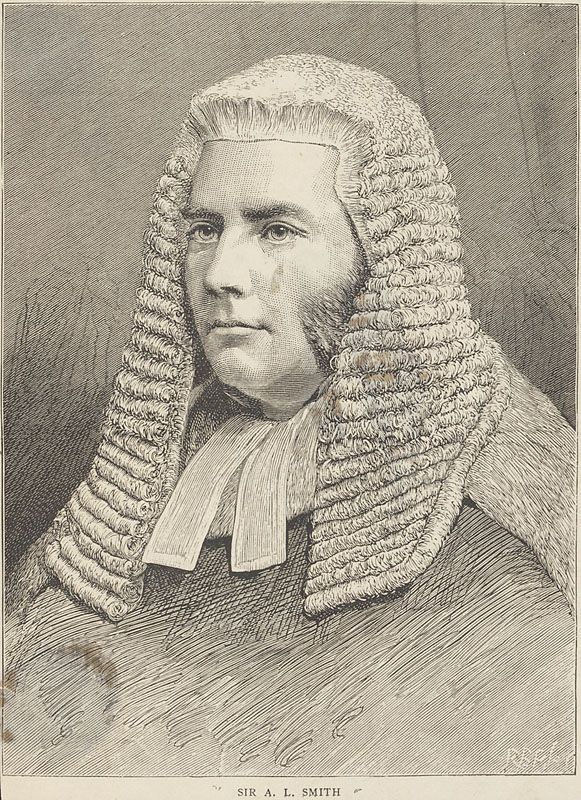
Sir Archibald Levin Smith

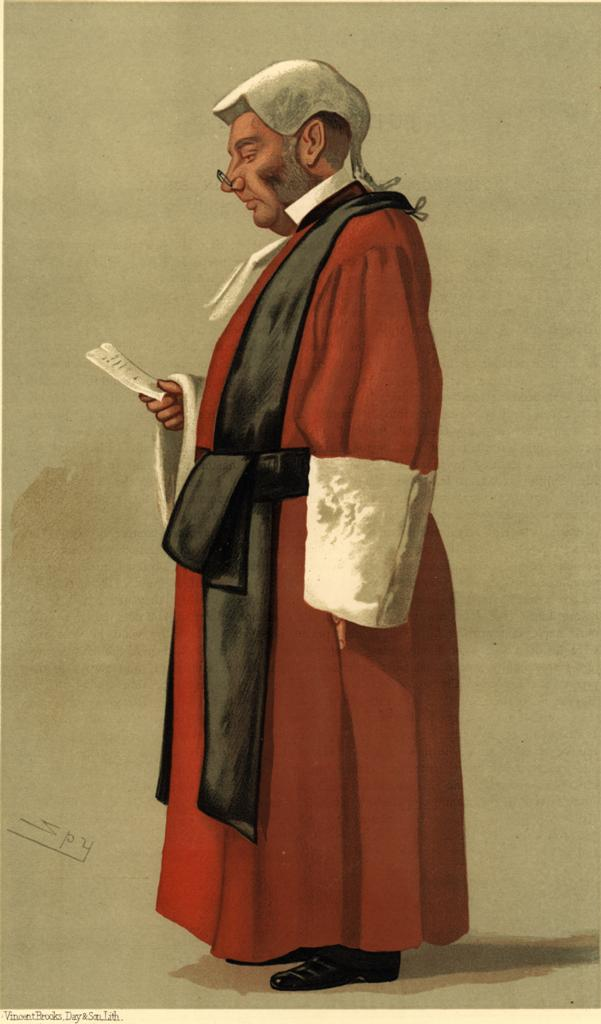
Sir Archibald Levin Smith (Karikatur im Magazin Vanity Fair vom 3. November 1888)

Sir Archibald Levin Smith (* 26. August 1836 in Salt Hill, Sussex; † 20. Oktober 1901) war ein britischer Jurist, der von 1900 bis zu seinem Tod 1901 als Master of the Rolls das zweithöchste Richteramt im englischen Rechtssystem bekleidete.

## Leben
Smith begann nach dem Besuch des Eton College 1854 ein Studium im Fach Klassische Philologie am Trinity College der University of Cambridge, das er 1858 mit einem Bachelor of Arts (B.A.) beendete. Anschließend studierte er dort Rechtswissenschaften und gehörte in den Jahren 1857, 1858 und 1859 zur Rudermannschaft der Universität Cambridge beim traditionellen Boat Race gegen die Rudermannschaft der University of Oxford, wobei bei dem Rennen 1859 das Boot seiner Mannschaft sank.
Nach seiner anwaltlichen Zulassung bei der Anwaltskammer (Inns of Court) von Inner Temple nahm er am 17. November 1860 eine Tätigkeit als Barrister auf und wurde für seine langjährigen anwaltlichen Verdienste am 12. April 1883 zu einem der sogenannten Bencher der Anwaltskammer von Inner Temple berufen.
1883 wechselte Smith in den richterlichen Dienst und wurde zum Richter am High Court of Justice ernannt, dem für England und Wales zuständigen Obersten Zivilgericht. Dort war er bis 1892 als Richter in der Kammer für Zivilsachen (Queen’s Bench Division) tätig. Damit verbunden war auch der Schlag zum Knight Bachelor 1883, so dass er fortan den Namenszusatz „Sir“ führte.
Smith wurde danach 1892 als Lord Justice of Appeal Richter am Court of Appeal, dem für England und Wales zuständigen Appellationsgericht.
Zuletzt wurde er am 24. Oktober 1900 Nachfolger von Richard Webster, 1. Baron Alverstone als Master of the Rolls und damit als Vorsitzender des Zivilsenats des Court of Appeal. Er bekleidete damit bis zu seinem Tod ein Jahr später nach dem Lord Chief Justice of England and Wales das zweithöchste Richteramt im englischen Rechtssystem. Im März 1901 wurde er darüber hinaus Vorsitzender der Royal Commission on Historical Manuscripts. Nach seinem Tod am 20. Oktober 1901 folgte ihm Richard Collins als Master of the Rolls.
Aus seiner 1867 mit Isobel Fletcher geschlossenen Ehe gingen zwei Söhne hervor.